# ISO 3166-2:SC
ISO 3166-2:SC es la entrada para Seychelles en ISO 3166-2, parte de los códigos de normalización ISO 3166 publicados por la Organización Internacional de Normalización (ISO), que define los códigos para los nombres de las principales subdivisiones (p.ej., provincias o estados) de todos los países codificados en ISO 3166-1.
En la actualidad, para Seychelles los códigos ISO 3166-2 se definen para 27 distritos. Las Islas Exteriores, que no forman parte de distrito alguno, no constan en la lista.
Cada código consta de dos partes, separadas por un guion. La primera parte es SC, el código ISO 3166-1 alfa-2 para Seychelles. La segunda parte tiene dos cifras:
- 01–23: distritos creados en 1979
- 24–25: distritos creados en 1998

Los códigos para ambos grupos de distritos se asignan en orden alfabético francés, excepto Au Cap, cuyo código es asignado en base a su anterior nombre, Anse Louis.

## Códigos actuales
Los nombres de las subdivisiones se ordenan según el estándar ISO 3166-2 publicado por la Agencia de Mantenimiento ISO 3166 (ISO 3166/MA).
Los códigos ISO 639 se usan para representar los nombres de las subdivisiones en los siguientes idiomas oficiales:
- (en): Inglés
- (fr): Francés
- (—): Seselwa

Pulsa sobre el botón en la cabecera para ordenar cada columna.
| código | Nombre de la subdivisión (es) | Nombre de la subdivisión (fr) | Nombre de la subdivisión (—) |
| ------ | ----------------------------- | ----------------------------- | ---------------------------- |
| SC-01  | Anse aux Pins                 | Anse aux Pins                 | Ans o Pen                    |
| SC-02  | Anse Boileau                  | Anse Boileau                  | Ans Bwalo                    |
| SC-03  | Anse Etoile                   | Anse Étoile                   | Ans Etwal                    |
| SC-04  | Au Cap                        | Au Cap                        | O Kap                        |
| SC-05  | Anse Royale                   | Anse Royale                   | Ans Royal                    |
| SC-06  | Baie Lazare                   | Baie Lazare                   | Be Lazar                     |
| SC-07  | Baie Sainte Anne              | Baie Sainte-Anne              | Be Sent Ann                  |
| SC-08  | Beau Vallon                   | Beau Vallon                   | Bovalon                      |
| SC-09  | Bel Air                       | Bel Air                       | Beler                        |
| SC-10  | Bel Ombre                     | Bel Ombre                     | Belonm                       |
| SC-11  | Cascade                       | Cascade                       | Kaskad                       |
| SC-12  | Glacis                        | Glacis                        | Glasi                        |
| SC-13  | Grand' Anse (Mahe)            | Grand'Anse Mahé               | Grand Ans Mae                |
| SC-14  | Grand' Anse (Praslin)         | Grand'Anse Praslin            | Grand Ans Pralen             |
| SC-15  | La Digue                      | La Digue                      | Ladig                        |
| SC-16  | La Riviere Anglaise           | La Rivière Anglaise           | Larivyer Anglez              |
| SC-17  | Mont Buxton                   | Mont Buxton                   | Mon Bikston                  |
| SC-18  | Mont Fleuri                   | Mont Fleuri                   | Mon Fleri                    |
| SC-19  | Plaisance                     | Plaisance                     | Plezans                      |
| SC-20  | Pointe La Rue                 | Pointe La Rue                 | Pwent Lari                   |
| SC-21  | Port Glaud                    | Port Glaud                    | Porglo                       |
| SC-22  | Saint Louis                   | Saint-Louis                   | Sen Lwi                      |
| SC-23  | Takamaka                      | Takamaka                      | Takamaka                     |
| SC-24  | Les Mamelles                  | Les Mamelles                  | Lemamel                      |
| SC-25  | Roche Caiman                  | Roche Caïman                  | Ros Kaiman                   |
| SC-26  | Isla Perseverance I           | Île Persévérance I            |                              |
| SC-27  | Isla Perseverance II          | Île Persévérance II           |                              |

## Cambios
Los siguientes cambios de entradas han sido anunciados en los boletines de noticias emitidos por el ISO 3166/MA desde la primera publicación del ISO 3166-2 en 1998, cesando esta actividad informativa en 2013.
| Informe      | Fecha de emisión | Descripción del cambio reportado                                                       | Cambio de código o subdivisión                                |
| ------------ | ---------------- | -------------------------------------------------------------------------------------- | ------------------------------------------------------------- |
| Boletín I-8  | 2007-04-17       | Se añaden las subdivisiones administrativas y sus elementos de código                  | Subdivisiones añadidas: 23 distritos                          |
| Boletín II-2 | 2010-06-30       | Puesta al día de la estructura administrativa, de los idiomas y del origen de la lista | Subdivisiones añadidas: SC-24 Les Mamelles SC-25 Roche Caiman |

Los siguientes cambios a la entrada figuran en el listado del catálogo en línea de la ISO:
| Fecha real del cambio | Breve descripción del cambio                                             | Cambio de código o subdivisión                                             |
| --------------------- | ------------------------------------------------------------------------ | -------------------------------------------------------------------------- |
| 2020-11-24            | Se añaden los distritos SC-26, SC-27; se actualiza el origen de la lista | Subdivisiones añadidas: SC-26 Ile Perseverance I SC-27 Ile Perseverance II |